# 0165
0165 è il prefisso telefonico del distretto di Aosta, appartenente al compartimento di Torino.
Il distretto comprende la parte occidentale della Valle d'Aosta. Confina con la Francia a ovest, con la Svizzera a nord e con i distretti di Saint-Vincent (0166) e di Ivrea (0125) a est e di Rivarolo Canavese (0124) a sud.

## Aree locali e comuni
Il distretto di Aosta comprende 40 comuni compresi nelle 4 aree locali di Aosta, Courmayeur, Quart (ex settori di Etroubles, Quart e Valpelline) e Villeneuve (ex settori di Cogne, Rhêmes-Notre-Dame, Valgrisenche e Villeneuve). I comuni compresi nel distretto sono: Allein, Aosta, Arvier, Avise, Aymavilles, Bionaz, Brissogne, Charvensod, Cogne, Courmayeur, Doues, Etroubles, Fénis, Gignod, Gressan, Introd, Jovençan, La Salle, La Thuile, Morgex, Nus, Ollomont, Oyace, Pollein, Pré-Saint-Didier, Quart, Rhêmes-Notre-Dame, Rhêmes-Saint-Georges, Roisan, Saint-Christophe, Saint-Marcel, Saint-Nicolas, Saint-Oyen, Saint-Pierre, Saint-Rhémy-en-Bosses, Sarre, Valgrisenche, Valpelline, Valsavarenche e Villeneuve .